# Mine de Conga
La mine de Conga est un projet d’extraction du cuivre et de l’or dans le département de Cajamarca  au nord du Pérou.
Il s'agit d'un projet de la société de droit péruvien Minera Yanacocha, principalement détenue par le groupe américain Newmont Mining. Le site de Conga se trouve à 24 kilomètres au nord-est de la Mine de Yanacocha. Selon un document émanant de Newmont, il aurait été prévu de produire 200 tonnes d'or et 180 000 tonnes de cuivre par an à l'horizon 2017.
Dans un contexte de conflit menée par des organisations écologiques qui avaient déjà combattu le projet voisin de Yanacocha, l'évaluation d'impact environnemental de Conga avait été approuvée par les autorités péruviennes en 2010 mais le projet fut suspendu en novembre 2011 après une grève générale régionale menée sous la conduite de Marco Arana avec le soutien du gouverneur de la province. Le président nouvellement élu Ollanta Humala proclama l'état d'urgence. À la suite de ces évènements, plusieurs des ministres du président Ollanta Humala démissionnèrent, ce fut la première crise du gouvernement .
Les énormes besoins en eau de l'exploitation minière entrent en compétition avec les activités traditionnelles, agricoles et pastorales des communautés villageoises. En février 2012, les opposants au projet regroupés dans le mouvement « Conga no va ! » organisèrent une marche de Cajamarca à Lima, soit 850 km, en mettant en avant leur slogan  « Agua, si ! Oro, No ! » (L'eau, oui ! L'or, non !),. En avril 2012, cependant, un nouvel audit international commandé par le gouvernement aboutit à la conclusion que le projet réunit « toutes les conditions techniques exigées pour son approbation » sous réserves qu'un certain nombre d'améliorations soient apportées au projet  pour réduire les nuisances environnementales . Le président Ollanta Humala déclara donc qu'il voulait procéder à un certain nombre de changements.
En juillet 2012, les manifestations reprennent, et à nouveau, le 23 août, le projet est suspendu « jusqu'à ce que la compagnie américaine Newmont fournisse des garanties sur la préservation des ressources locales en eau », selon les termes du premier ministre péruvien Juan Jimenez.
Le film documentaire Hija de la laguna relate en grande partie le conflit pour l'eau autour du projet Conga.